# لاعبون بلا حدود من السعودية
لاعبون بلا حدود من السعودية هي أكبر بطولة في الرياضة الإلكترونية، تهدف إلى جمع جوائز مالية بقيمة 10 مليون دولار أمريكي يتبرع بها الفائزون إلى 12 جمعية خيرية تساهم في مكافحة مرض فيروس كورونا 2019، تبدأ البطولة في تاريخ 24 أبريل 2020م، وتنتهي في 7 مايو 2020م.

## أقسام البطولة
تنقسم البطولة إلى أربعة أقسام رئيسية، وهي:
1. شاهد: يتيح هذا القسم مشاهدة الجمهور للاعبين أثناء تنافسهم في البطولة.[2]
2. العب: يمكن للاعبين من مختلف دول العالم التسجيل في هذا القسم والتنافس فيما بينهم عن طريق ثلاث مسابقات فرعية تتبع القسم[3]، وهي:
  - بطولات الماراثون: يتنافس اللاعبون في بطولات الماراثون عن طريق اختيار لعبة واحدة من ثلاث ألعاب متاحة، وهي فورتنايت، كلاش رويال، وببجي موبايل.
  - مباريات الأسبوع: يمكن للمشاركين اختيار لعبة واحدة والدخول في المنافسة فيها من بين ست ألعاب متاحة، وهي فيفا 20، أبيكس ليجندز، أوفرواتش، كول أوف ديوتي، روكيت ليغ، وتوم كلانسيز رينبو سكس سايج.
  - اللعب المستمر
3. تعلّم: وهي منصة تعليمية بالشراكة مع وزارة الاتصالات وتقنية المعلومات السعودية، حيث تُقدم 3 مبادرات تهدف إلى تأهيل الشباب وتمكينهم من عيش تجارب معرفية مختلفة في مجال الألعاب الإلكترونية، بالإضافة إلى تحفيزهم لابتكار وتطوير ألعابهم الخاصة وإيجاد حلول رقمية في المجالات ذات الصلة.[4]
4. تبرع